# Zora Arkus-Duntov

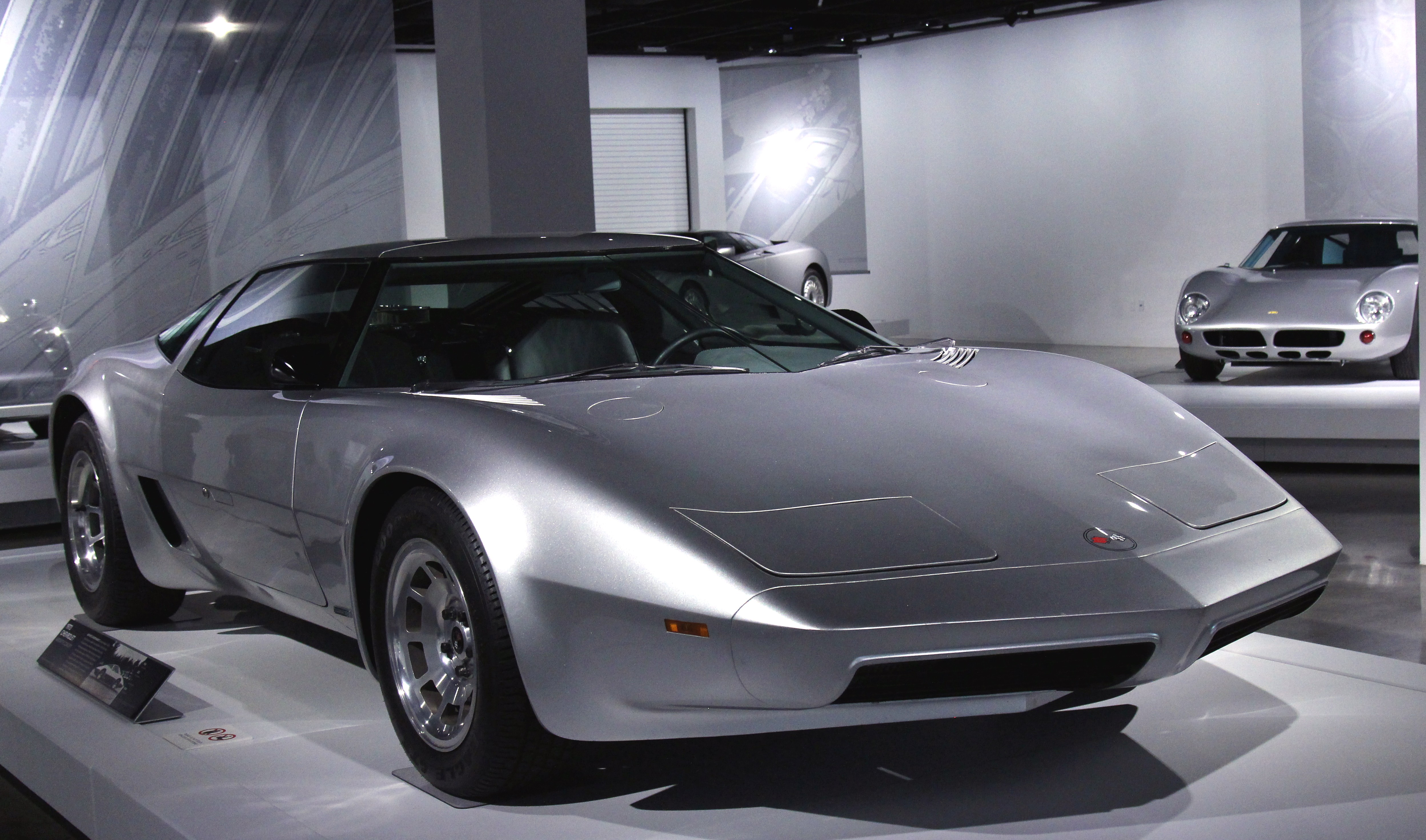
Der unter Zora Arkus-Duntovs Leitung entwickelte Chevrolet Aerovette

Zora Arkus-Duntov (* 25. Dezember 1909 bei Brüssel, Belgien, als Zachary Arkus; † 21. April 1996 in Grosse Pointe, Michigan) war ein US-amerikanischer Ingenieur belgischer Herkunft. Er machte die Chevrolet Corvette zu einem Verkaufsschlager und wird deshalb Vater der Corvette genannt.

## Leben
Zora Arkus-Duntov wurde in Belgien geboren, sein Vater war ein russisch-jüdischer Bergbau-Ingenieur, seine Mutter, ebenfalls russisch-jüdischer Herkunft, studierte Medizin in Brüssel.
Nach Rückkehr der Familie nach Leningrad ließen sich Zoras Eltern scheiden, und Josef Duntov, auch Bergbau-Ingenieur, wurde der neue Lebensgefährte der Mutter. Zoras Vater lebte allerdings weiter im Haushalt der Familie, und aus Respekt für beide Männer nahmen Zora und sein Bruder den Nachnamen Arkus-Duntov an.
1927 ging die Familie nach Berlin, wo Zora, der ursprünglich Rennfahrer werden wollte, an der TU-Berlin ein technisches Studium absolvierte und 1934 erfolgreich abschloss.
1939 emigrierte Zora, mittlerweile hatte er in Paris geheiratet, über verschiedene Umwege in die Vereinigten Staaten (New York), wo er sich in der Automobilindustrie gemeinsam mit seinem Bruder unternehmerisch zu betätigen begann. Ihr Unternehmen Ardun (der Name gebildet aus Arkus und Duntov) belieferte sowohl Ford als auch die Rüstungsindustrie.
In der Folge verließ Zora Amerika und ging nach England, wo er für Allard in der Sportwagen-Entwicklung tätig wurde und auch selbst an verschiedenen Motorrennen als Fahrer teilnahm.
1953 ging er zu General Motors nach Detroit, nachdem er zuvor während einer Präsentation die aktuelle Corvette gesehen, optisch gelungen, aber als untermotorisiert und zu langsam befunden hatte. Auf Basis entsprechender Änderungsvorschläge, die er dem Chef-Entwickler Ed Cole unterbreitet und die im Unternehmen Eindruck gemacht hatten, wurde er unverzüglich eingestellt, änderte das Produkt, die Produktphilosophie und das Marketing und machte aus der Corvette einen Verkaufsschlager sowie aus dem Unternehmen General Motors in den folgenden Jahren eines der erfolgreichsten im Motorsport.
1975 zog sich Zora Arkus-Duntov aus dem aktiven Geschäftsleben zurück, blieb aber dem Automobil und dem Automobilsport zeit seines Lebens verbunden.
Die Urne mit seiner Asche befindet sich im National Corvette Museum in Bowling Green, Kentucky, wo er 1998 in die „Hall of Fame“ aufgenommen wurde.

## Statistik

### Le-Mans-Ergebnisse
| Jahr | Team                 | Fahrzeug                     | Teamkollege      | Platzierung             | Ausfallgrund |
| ---- | -------------------- | ---------------------------- | ---------------- | ----------------------- | ------------ |
| 1952 | S. H. Allard         | Allard J2X                   | Frank Curtis     | Ausfall                 | Bremsdefekt  |
| 1953 | Allard Motor Company | Allard J2R                   | Ray Merrick      | Ausfall                 | Motorschaden |
| 1954 | Porsche KG           | Porsche 550/4 RS 1500 Spyder | Gonzague Olivier | Rang 14 und Klassensieg |              |
| 1955 | Porsche KG           | Porsche 550/4 Spyder         | Auguste Veuillet | Rang 13                 |              |

### Einzelergebnisse in der Sportwagen-Weltmeisterschaft
| Saison | Team    | Rennwagen   | 1   | 2   | 3   | 4   | 5   | 6   | 7   |
| ------ | ------- | ----------- | --- | --- | --- | --- | --- | --- | --- |
| 1953   | Allard  | Allard J2R  | SEB | MIM | LEM | SPA | NÜR | RTT | CAP |
| 1953   | Allard  | Allard J2R  | DNF |     |     |     |     |     |     |
| 1954   | Porsche | Porsche 550 | BUA | SEB | MIM | LEM | RTT | CAP |     |
| 1954   | Porsche | Porsche 550 | 14  |     |     |     |     |     |     |
| 1955   | Porsche | Porsche 550 | BUA | SEB | MIM | LEM | RTT | TAR |     |
| 1955   | Porsche | Porsche 550 | 13  |     |     |     |     |     |     |